# محمدباقر برومند
محمدباقر برومند از سیاستمداران ایرانی بود، که در دوره‌  بیستم بعنوان نماینده برخوار در مجلس شورای ملی حضور داشت.